# Bat Galim
Bat Galim (en hébreu : בת גלים, littéralement « Fille des vagues ») est une banlieue côtière de la ville de Haïfa, en Israël.
Bat Galim est connue pour sa promenade et ses plages de sable.

## Transports
- Gare routière centrale de Haïfa Bat Galim